# 孢粉学

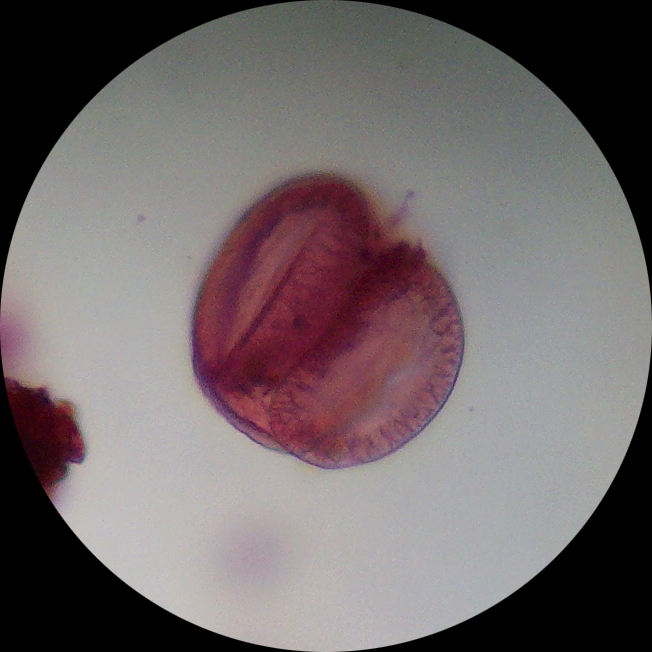
显微镜下的松树花粉。

孢粉学是一门研究植物孢子和花粉的科学，研究范围包括现代植物和成为微体化石的古代植物的孢子和花粉。由于孢子和花粉个体微小，肉眼难以观察，所以孢粉学的研究始于显微镜发明之后。17世纪40年代，英国植物学家纳希米阿·格鲁通过显微镜对植物的花粉和雄蕊进行观察，得出了花粉是植物繁殖所必须的正确结论。20世纪初，瑞典学者伦纳特·冯·波斯特首次将花粉的研究应用于地质学上，并对花粉进行定量分析。现代花粉学广泛应用于石油勘探、农业、医学保健以及司法破案、植物分类等领域。